# Agrochola dujardini
Agrochola dujardini är en fjärilsart som beskrevs av Claude Dufay 1975. Agrochola dujardini ingår i släktet Agrochola och familjen nattflyn. Inga underarter finns listade i Catalogue of Life.